# Eucosmophora sideroxylonella
Eucosmophora sideroxylonella är en fjärilsart som beskrevs av August Busck 1900. Eucosmophora sideroxylonella ingår i släktet Eucosmophora och familjen styltmalar.
Artens utbredningsområde är Kuba. Inga underarter finns listade i Catalogue of Life.